# Noémi Makra
Noémi Makra (18 novembre 1997) è una ginnasta ungherese.